# Tabanus humillimus
Tabanus humillimus är en tvåvingeart som beskrevs av Walker 1857. Tabanus humillimus ingår i släktet Tabanus och familjen bromsar. Inga underarter finns listade i Catalogue of Life.